# أمانة المراكز الطبية المتخصصة (مصر)
أمانة المراكز الطبية المتخصصة هي أحد قطاعات وزارة الصحة المصرية، تم إنشاؤها بقرار رئيس الجمهورية رقم 365 لسنة 1996 بهدف تقديم خدمة طبية تخصصية متقدمة، وتعد الأمانة أكبر وأوسع شبكة من المستشفيات الحكومية المتخصصة انتشاراً في مصر، من خلال منظومة متكاملة تضم تحت إدارتها 82 مركز ومستشفى موزعة على أغلب محافظات الجمهورية، مقسمة إلى 47 مستشفى متعددة التخصصات و16 مركز ومستشفى أحادية التخصص و8 مستشفيات لجراحات اليوم الواحد و11 مركز متخصص في علاج وجراحات الأورام للأطفال والكبار.

## التشريعات المنظمة
- قرار رئيس مجلس الوزراء رقم 1675 لسنة 2024.
- قرار رئيس مجلس الوزراء رقم 1101 لسنة 2024.[4]
- قرار رئيس مجلس الوزراء رقم 1000 لسنة 2021.[5][6]
- قرار رئيس مجلس الوزراء رقم 2374 لسنة 2020.[7]
- قرار رئيس مجلس الوزراء رقم 2419 لسنة 2019.[8]
- قرار رئيس مجلس الوزراء رقم 1708 لسنة 2019.[9]
- قرار رئيس مجلس الوزراء رقم 1341 لسنة 2019.[10]
- قرار رئيس مجلس الوزراء رقم 129 لسنة 2018.[11]
- قرار رئيس مجلس الوزراء رقم 1992 لسنة 2017.[12]
- قرار رئيس مجلس الوزراء رقم 1451 لسنة 2017.[13]
- قرار رئيس مجلس الوزراء رقم 1452 لسنة 2017.[14]
- قرار رئيس مجلس الوزراء رقم 1453 لسنة 2017.[15]
- قرار رئيس مجلس الوزراء رقم 2995 لسنة 2016.[16]
- قرار رئيس مجلس الوزراء رقم 2430 لسنة 2016.[17]
- قرار رئيس مجلس الوزراء رقم 490 لسنة 2016.[18]
- قرار رئيس الجمهورية رقم 245 لسنة 2009.[19]
- قرار رئيس الجمهورية رقم 342 لسنة 2006.[20]
- قرار رئيس الجمهورية رقم 302 لسنة 2004.[21]
- قرار رئيس الجمهورية رقم 255 لسنة 2004.[22]
- قرار رئيس الجمهورية رقم 201 لسنة 2002.[23]
- قرار رئيس الجمهورية رقم 472 لسنة 1999.[24]
- قرار رئيس الجمهورية رقم 356 لسنة 1998.[25]
- قرار رئيس الجمهورية رقم 360 لسنة 1997.[26]
- قرار رئيس الجمهورية رقم 365 لسنة 1996.[27]

## المستشفيات والمراكز التابعة

### المستشفيات متعددة التخصصات
1. معهد ناصر.
2. مستشفى الهرم.
3. مستشفى الهلال.
4. مستشفى العجوزة.
5. مستشفى دار الشفاء.
6. مستشفى شرق المدينة.
7. مستشفى القباري.
8. مستشفى البنك الأهلي.
9. مستشفى القاهرة الفاطمية.
10. مستشفى العلمين النموذجي.
11. مستشفى سيدي براني.
12. مستشفى الباجور.
13. مستشفى رأس غارب.
14. مستشفى أبو تيج.
15. مستشفى الاسماعيلية.
16. مستشفى المنصورة.
17. مستشفى قلين.
18. مستشفى ناصر.
19. مستشفى كفر شكر.
20. مستشفى الخانكة.
21. مستشفى قها.
22. مستشفى أهناسيا.
23. مستشفى السلوم.
24. مستشفى القصير.
25. مستشفى سمالوط.
26. مستشفى دير مواس.
27. مستشفى ملوي.
28. مستشفى العجمي.
29. مستشفى فاقوس.
30. مستشفى بلطيم.
31. مستشفى الخارجة.
32. مستشفى بئر العبد.
33. مستشفى كوم حماده.
34. مستشفى محلة مرحوم.
35. مستشفى الشيخ زايد آل نهيان.
36. مستشفى 15 مايو.
37. مستشفى قليوب.
38. مستشفى أسوان.
39. مستشفى بني سويف.
40. مستشفى بني عبيد.
41. مستشفى أرمنت.
42. مستشفى كفر الدوار.
43. مستشفى رأس الحكمة.
44. مستشفى الأحرار.
45. مستشفى دمياط التخصصي.
46. مستشفى قنا التخصصي.
47. مستشفى السلام التخصصي.
48. مستشفى الزيتون التخصصي.
49. مستشفى الشيخ زايد التخصصي.
50. مستشفى القاهرة الجديدة التخصصي.
51. مستشفى الأقصر الدولي.
52. مستشفى أبو سمبل الدولي.
53. مستشفى شرم الشيخ الدولي.

### المستشفيات أحادية التخصص
1. المركز القومي للرمد بروض الفرج.
2. المعهد القومي لأمراض الصدر بإمبابة.
3. مركز القلب والجهاز الهضمي بدمياط.
4. مركز القلب والجهاز الهضمي بسوهاج.
5. مركز الكبد والقلب بكفر الشيخ.
6. مركز القلب بالمحلة.
7. مركز طب الأسنان التخصصي.
8. مركز طب وجراحة العيون بكفر الشيخ.
9. مركز هدى طلعت حرب لتأهيل وعلاج المسنين بحلوان.
10. مركز الكبد والجهاز الهضمي بدماص.
11. مركز الكبد والجهاز الهضمي بههيا.
12. مستشفى الأطفال ببنها.
13. مستشفى طب وجراحة العيون بالمحلة.
14. مركز القلب بمطروح.

### مستشفيات جراحات اليوم الواحد
1. مستشفى جراحات البساتين.
2. مستشفى جراحات المرج.
3. مستشفى جراحات سمالوط.
4. مستشفى جراحات مدينة نصر.
5. مستشفى جراحات الزاوية الحمراء.
6. مستشفى جراحات راس البر.
7. مستشفى جراحات مرسى علم.
8. مستشفى جراحات أشمون.

### مراكز الأورام
بالإضافة إلى مركزين داخل المستشفيات منها:
1. مركز أورام دار السلام "هرمل".
2. مركز أورام طنطا.
3. مركز أورام دمنهور.
4. مركز أورام قنا.
5. مركز أورام ميت غمر.
6. مركز أورام المنيا.
7. مركز أورام سوهاج.
8. مركز أورام أسوان.
9. معهد أورام دمياط.
10. معهد ناصر.

### بنوك الدم الإقليمية
1. المركز القومي لخدمات نقل الدم.

## أنظر أيضاً
- المؤسسة العلاجية.
- الهيئة العامة للتأمين الصحي.
- الهيئة العامة للرعاية الصحية.
- الهيئة العامة للمستشفيات والمعاهد التعليمية.
- أمانة المراكز الطبية.